# Coleura afra
Coleura afra é uma espécie de morcego da família Emballonuridae. Pode ser encontrada em grande parte do leste e leste-central da África (República Centro-africana, República Democrática do Congo, Sudão, Uganda, Etiópia, Eritréia, Djibouti, Somália, Quênia e Tanzânia), com um registro isolado na região central de Moçambique. É também encontrado na África Ocidental, com registros na Guiné, Guiné-Bissau, norte da Costa do Marfim, Gana, Togo, Benin e oeste da Nigéria. Há também uma população isolada no oeste de Angola. A espécie foi recentemente descoberta em Madagascar (Goodman et al. 2005) sendo somente encontrada na Reserva Especial Ankarana no norte da ilha e no Parque Nacional Namoroka no oeste.